# Mascarenotus grucheti
El búho de Reunión (Mascarenotus grucheti) es una especie extinta de ave strigiforme de la familia Strigidae que habitaba en la isla mascareña de Reunión. Se conoce solo por restos subfósiles descubiertos en 1988 y probablemente se extinguió poco después de que la isla fuera colonizada a principios del siglo xvii.